# Heptranchias perlo
El tiburón de siete branquias (Heptranchias perlo) es una especie de tiburón de la familia Hexanchidae, es el único tiburón del género Heptranchias. Habita desde aguas someras hasta más de 1000 metros de profundidad. Esta especie se caracteriza por tener 7 hendiduras branquiales (de ahí su nombre genérico; hepta = 7) en lugar de 5 presentes en la mayor parte de los tiburones, o de las 6 de las especies del género Hexanchus. Es muy activo, de día y de noche, depredador voraz de invertebrados y peces.
Su importancia comercial es escasa.

## Taxonomía
El género Heptranchias hace referencia a la posesión de 7 aberturas braquiales. Otros nombres comunes en castellano de esta especies son bocadulce, tiburón de una aleta, tiburón perlon, tiburón vaca de siete branquias, tiburón del mediterráneo siete-branquiado, tiburón sietebranquiado, gatopardo de siete branquias y gatopardo delgado.

## Distribución y hábitat
El tiburón de siete branquias es poco común, pero habita en todos los océanos del mundo excepto el noreste del océano Pacífico.
Viven en las costas de Carolina del Norte a Cuba, incluyendo el norte del Golfo de México, y de Venezuela a Argentina en el oeste del Atlántico. En el este del Atlántico, desde Marruecos a Namibia, incluyendo el mar Mediterráneo. También en el océano Índico, el sudeste de la India, Isla Aldabra, sur de Mozambique, y Sudáfrica. En el océano Pacífico, desde Japón a China, Indonesia, Australia, Nueva Zelanda, y norte de Chile.
Es una especie demersal o bentopelágica y se han capturado ejemplares a profundidades de entre 300 y 600 metros. Se encuentra principalmente en el exterior de la plataforma continental y parte superior del talud continental, así como en promontorios submarinos.

## Descripción
Es un tiburón pequeño, que puede alcanzar los 120 cm de longitud total (excepcionalmente 140 cm) aunque es raro hallarlo de tallas superiores a 80 cm. Tiene un cuerpo delgado y fusiforme y destaca por su hocico alargado y redondeado. Los ojos son grandes, con retina parecida a la de los humanos pero de color verde, que provoca una fluorescencia verde en los ejemplares vivos. La boca cuenta con 9-11 dientes a cada lado de la mandíbula superior y 5 dientes a cada lado de la mandíbula inferior. Los dientes superiores son estrechos y en forma de gancho con pequeñas cúspides laterales, mientras que los inferiores son anchos y con forma de peine (a excepción de un diente sinfisial simétrico, no siempre presente). A diferencia de otros tiburones, tiene siete pares de hendiduras branquiales.
Tienen una única aleta dorsal (a diferencia de la mayoría de tiburones que poseen dos), pequeña, situada a la altura de las aletas pélvicas. Las aletas pectorales son pequeñas y elevadas hacia arriba. Presenta una aleta anal, pequeña. La aleta caudal es alargada y estrecha. 

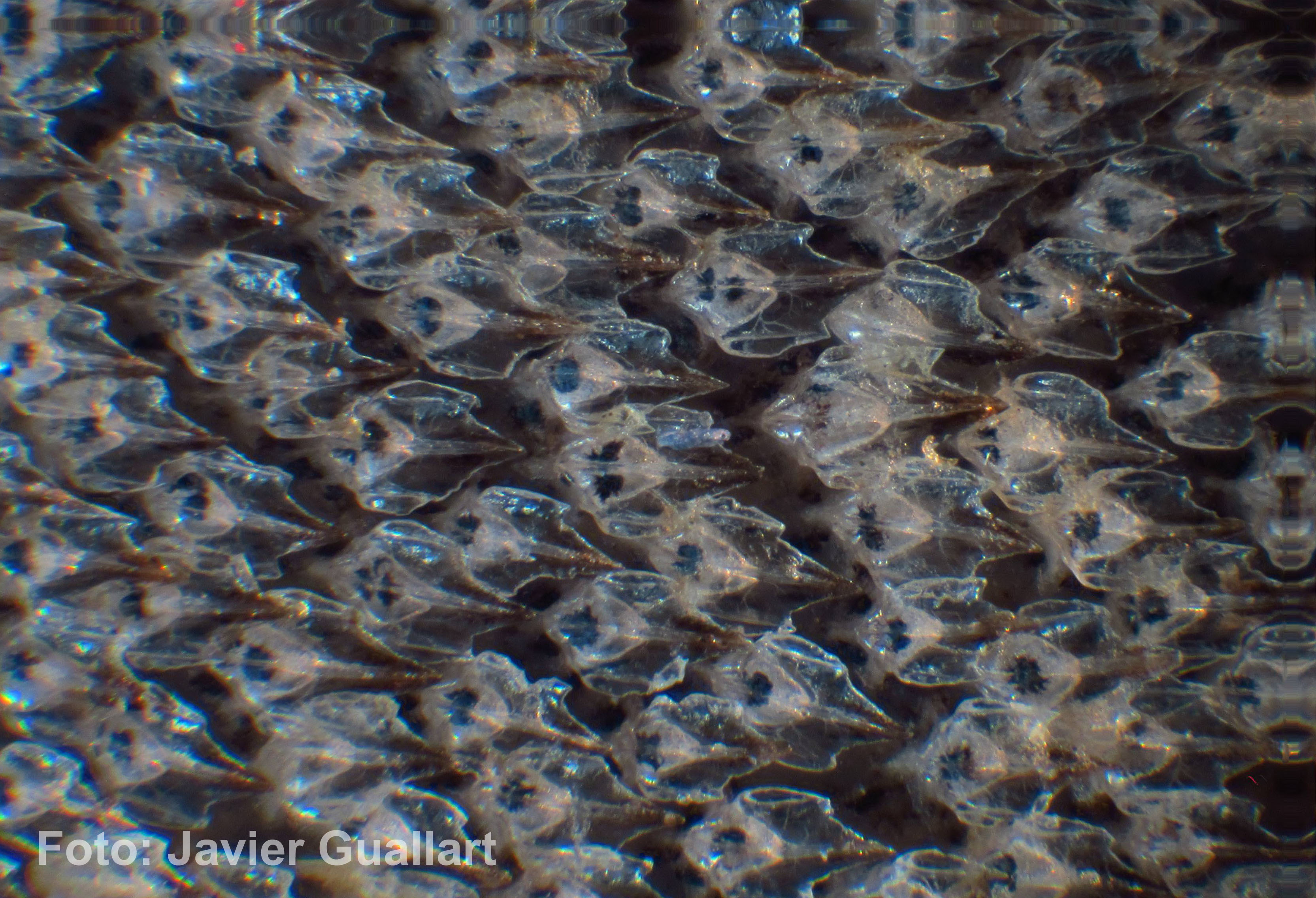
Heptranchias perlo, dentículos dérmicos. Piel de un subadulto

Los dentículos dérmicos son esbeltos y semitransparentes, siendo más largos que anchos, teniendo sendas crestas laterales que terminan formando pequeños dientes marginales. 
La coloración corporal es entre marrón y gris, lo cual le proporciona un buen camuflaje en el fondo, facilitando la predación.